# Stadion Donawitz
Das Stadion Donawitz ist ein Fußballstadion in der österreichischen Stadt Leoben, Bundesland Steiermark. Der Fußballvereins DSV Leoben ist Eigentümer und Hauptnutzer der Spielstätte. Derzeit trägt es den Namen Monte Schlacko Arena. Der Name bezieht sich auf den Untergrund und setzt sich aus dem italienischen „Monte“ (Berg) und dem Eisennebenprodukt Schlacke zusammen.

## Geschichte
1928 wurde das ursprüngliche Stadion Donawitz erbaut und eröffnet. Seitdem trägt auch der DSV seine Heimpartien hier aus. Von 1995 bis 1999 wurde das Stadion modernisiert. Die Anlage bietet insgesamt 6900 Plätze, vier Flutlichtmasten, eine überdachte Haupttribüne mit einem V.I.P.-Bereich. Fast 100 Jahre behielt es seine Namen. 2021 wurde es in Paraiba Arena und kurz danach in KAIF Arena umbenannt. Hinter dem Tor der Südseite ist ein Fußball-Kleinfeld angelegt. An der Nordseite befindet sich ein vierstufiger Stehplatzrang, hinter dem die Imbissstände installiert sind.
Der DSV Leoben erreichte das Halbfinale des ÖFB-Cups 2023/24 und trat am 3. April 2024 zu Hause gegen den SK Rapid Wien (0:3) an. Alle 8450 für die Begegnung verfügbaren Tickets wurden schnell abgesetzt. Die beiden Clubs standen sich schon im Endspiel des ÖFB-Cups 1994/95 im Ernst-Happel-Stadion gegenüber und Rapid gewann knapp mit 1:0.

## Galerie

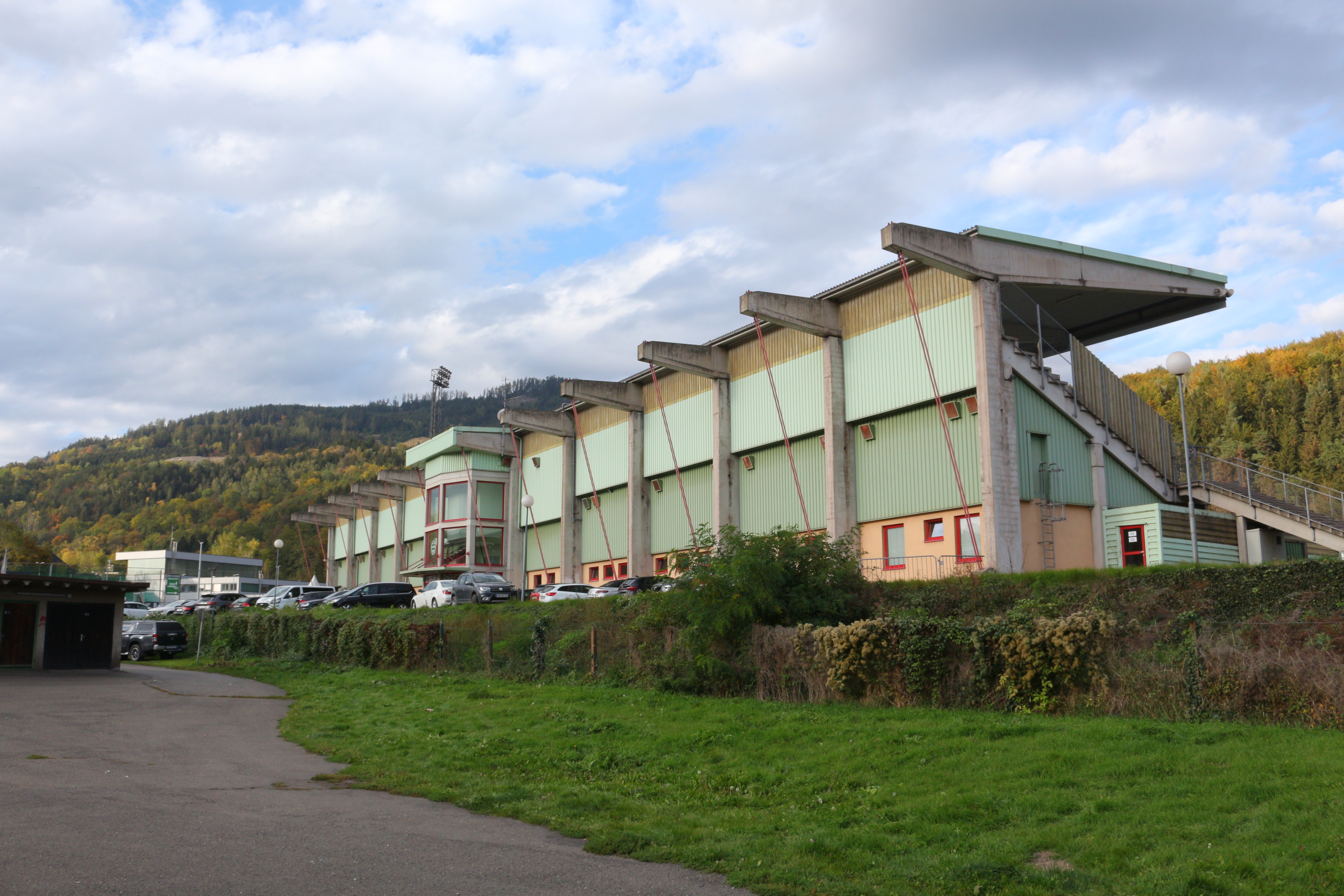
Rückseite des Stadions (2022)